# Bresnica (Vranje)
Pour les articles homonymes, voir Bresnica.
Bresnica (en serbe cyrillique : Бресница) est un village de Serbie situé sur le territoire de la Ville de Vranje, district de Pčinja. Au recensement de 2011, il comptait 388 habitants.

## Démographie
| 1948 | 1953 | 1961 | 1971 | 1981 | 1991 | 2002 | 2011 |
| ---- | ---- | ---- | ---- | ---- | ---- | ---- | ---- |
| 236  | 241  | 249  | 257  | 308  | 373  | 410  | 388  |

|  |